# Dulcinea del Toboso
Dulcinea de El Toboso es un personaje ficticio de la novela El ingenioso hidalgo don Quijote de la Mancha, escrita por Miguel de Cervantes. Mujer imaginaria y perfecta corporizada en otros personajes e inspirada en la campesina Aldonza Lorenzo, hija de Lorenzo Corchuelo y Aldonza Nogales, Dulcinea es la encarnación de «la Belleza y la Virtud». Nunca tenemos su punto de vista, ya que no habla ni aparece "en persona" en la novela, sin embargo, su presencia se menciona tantas veces en la obra y se le cita tanto, que puede ser considerada como un personaje más.

## Primera Parte
Don Quijote, protagonista de la novela, es un hidalgo caballero que decide salir en busca de aventuras. La tradición impone, según las lecturas que le sirven de inspiración, que todo noble caballero tenga una dama en su corazón a quien dedicarle sus victorias. Cervantes lo cuenta así:

«Se cree, que en un lugar cerca del suyo había una moza labradora de muy buen parecer, de quien él un tiempo anduvo enamorado, aunque, según se entiende, ella jamás lo supo ni le [en algunas ediciones, "se"] dio cuenta de ello.»
«Llamábase Aldonza Lorenzo, y a ésta le pareció ser bien darle título de señora de sus pensamientos; y, buscándole nombre que no desdijese mucho del suyo y que tirase y se encaminase al de princesa y gran señora, decide a llamarla 'Dulcinea del Toboso' porque era natural del Toboso: nombre, a su parecer, músico, peregrino y significativo, como todos los demás que a él y a sus cosas había puesto.»

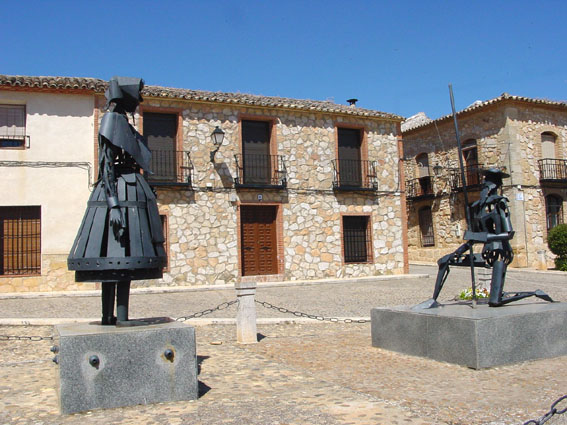
Esculturas de Dulcinea y Don Quijote en El Toboso.

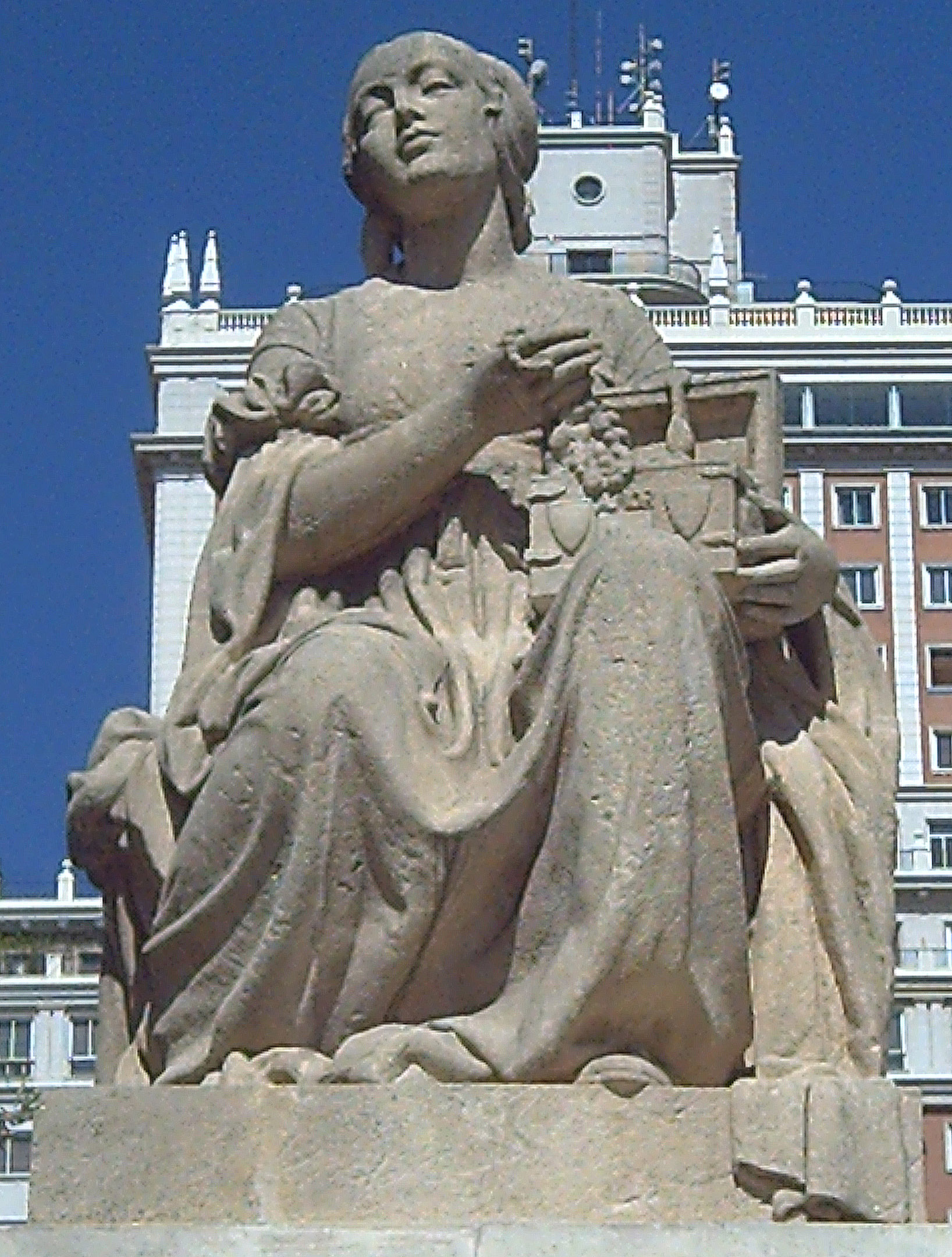
Dulcinea (1957) en el Monumento a Cervantes, escultura de Coullaut-Valera en la plaza de España de Madrid.

Es decir, mientras Aldonza Lorenzo es un personaje real dentro del mundo ficticio de la novela, Dulcinea del Toboso es una mujer imaginaria nacida de las lecturas y obsesiones del protagonista, solo vagamente basada en la mujer «histórica».
El retrato que Cervantes hace de Aldonza es el de una labradora, fuerte, ni muy modesta ni muy limpia, víctima ocasional de la lujuria y, para colmo de lo que se podía esperar en esa época, los moros. El escritor la presenta siempre en un entorno humorístico, irónico, casi cruel, con frases como «dicen que tuvo la mejor mano para salar puercos que otra mujer de toda La Mancha». Nada más contrapuesto a la Dulcinea idealizada, que don Quijote imagina como una joven «virtuosa, emperatriz de La Mancha, de sin par y sin igual belleza». Sin embargo, cuando habla de ella con Sancho Panza, su escudero la identificará con la hija de Lorenzo Corchuelo y Aldonza Nogales, que en la acción de la obra cervantina nunca llega a aparecer.

## Don Quijote, Segunda Parte
En la Segunda Parte de la obra, Dulcinea continúa centrando parte de la acción, y don Quijote, prototipo ya del héroe desafortunado (antihéroe), sigue empeñado en encontrarla. Llegados al Toboso, Sancho, que intenta dulcificar la locura de su amo y dejar de sufrir palizas a causa de ella, le presenta a una supuesta Dulcinea. Don Quijote, que sólo ve allí una labradora maloliente y hombruna, lo atribuye a un supuesto "encantamiento"; pasará el resto del libro buscando cómo desencantar a su amada, sin llegar a conseguirlo.

## En obras posteriores

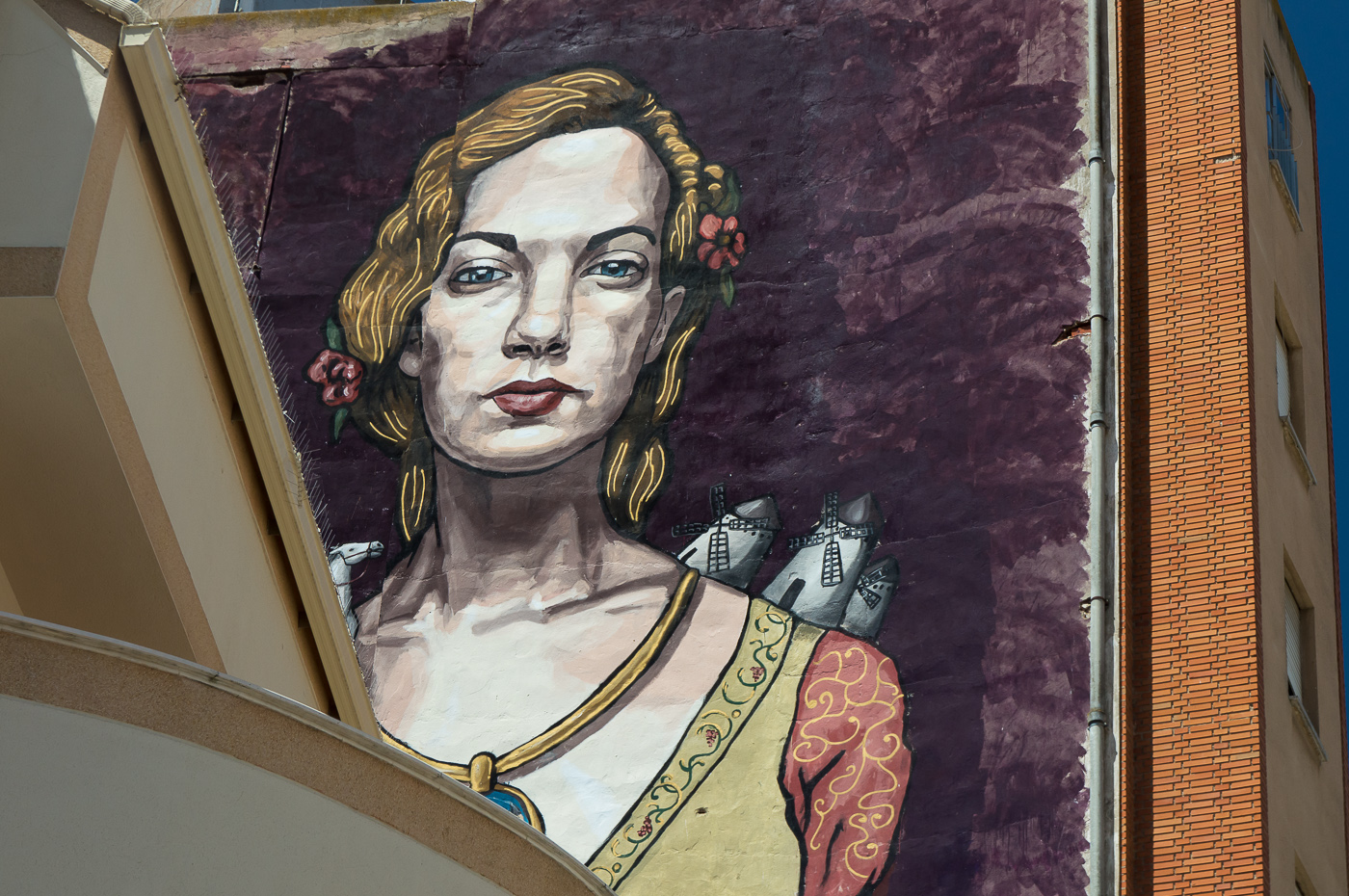
Dulcinea en un mural en Quintanar de la Orden

La labradora Aldonza, por el contrario, sí interviene en algunas de las continuaciones francesas del Quijote y en la obra de José Camón Aznar El pastor Quijótiz.
En cine y televisión, el personaje de Dulcinea del Toboso ha sido interpretado por Sophia Loren (en la película ítalo-estadounidense de 1972 Man of La Mancha), Ana Mariscal (1946), Susana Campos (1963), Lupita Ferrer (1969) o Vanessa Williams en la serie de TV Don Quixote (2000), entre otras.
En 2013 se realizó un mural en la localidad toledana de Quintanar de la Orden representando a Dulcinea. También se hace mención del personaje en la canción de Mägo de Oz «Adiós Dulcinea».